# Nicolas Lombaerts
Nicolas Robert Christian Lombaerts (ur. 20 marca 1985 w Brugii) – piłkarz belgijski grający w latach 2004–2020 na pozycji lewego lub środkowego obrońcy. Wielokrotny reprezentant Belgii.

## Kariera klubowa

### Club Brugge
Lombaerts pochodzi z miasta Brugia i w nim też rozpoczął piłkarską karierę w klubie Club Brugge. Lombaerts dołączył tam, gdy był jeszcze młodym zawodnikiem. Zdobył tam różne tytuły mistrzowskie, ponieważ był częścią silnego pokolenia, które narodziło się w tamtym czasie w Brugge. Grał z takimi zawodnikami jak Jason Vandelannoite, Glenn Verbauwhede czy Thomas Matton.

### KAA Gent
Jego marzeniem było jak najszybsze zagranie w pierwszym składzie drużyny, która była w najlepszej lidze belgijskiej, ale Club Brugge nie był w stanie tego zagwarantować, dlatego przeniósł się do KAA Gent. W 2004 w wieku 19 lat zadebiutował w jego barwach w lidze belgijskiej i z czasem stał się podstawowym zawodnikiem zespołu. W debiutanckim sezonie zajął z Gent 6. miejsce w lidze. Lombaerts wywarł dobre wrażenie na zarządzie i trenerze klubu i ostatecznie zagrał prawie każdy mecz w pierwszej lidze belgijskiej w sezonie 2005/2006. W tym czasie zajął z Gent 4. pozycję, a w wygranym 3:0 meczu z R.A.A. Louviéroise strzelił swojego pierwszego gola w lidze. Jego dobre występy przełożyły się na zwrócenie uwagi trenera kadry Belgii, dlatego powołał go do reprezentacji i zaliczył tam swój pierwszy występ. W tamtym czasie Nicolas studiował prawo na Uniwersytecie Gandawskim. Kilka razy zostawał wybierany do belgijskich drużyn młodzieżowych, takich jak reprezentacja Belgii do lat 21. Najważniejszymi wydarzeniami były Mistrzostwa Europy do lat 19 w piłce nożnej w 2004 i Mistrzostwa Europy do lat 21 w piłce nożnej w 2007. W sezonie 2006/2007 wystąpił w Pucharze Intertoto, a w lidze po raz drugi z rzędu zajął 4. lokatę.

### Zenit Petersburg
W lipcu 2007 Lombaerts został zauważony przez rosyjski Zenit Petersburg, co następnie zaowocowało transferem do Petersburga. Podpisał z nimi kontrakt na 2 sezony. Wtedy Lombaerts rzucił studia i wybrał karierę piłkarską. Zenit zapłacił za niego sumę 4 milionów euro. W tym samym roku Lombaerts został z Zenitem mistrzem Rosji zdobywając swój pierwszy tytuł mistrzowski. Na początku 2008 roku Lombaerts został na ponad pół roku wykluczony z gry z powodu kontuzji kolana. Doznał jej w meczu Pucharze UEFA z Villarrealem podczas, gdy jego drużyna przeprowadzała atak, który doprowadził do jedynego strzelonego gola przez jego zespół, na wyjeździe, przeciwko hiszpańskiej drużynie. Jego świetna gra w tym meczu później zostały uznane przez kibiców Zenitu, za jeden z najważniejszych kroków w drodze do zwycięstwa w Pucharze UEFA. W kolejnych meczach zespół musiał obejść się bez niego. Jego drużyna ostatecznie wygrała Puchar UEFA 2007/2008 oraz Superpuchar Europy. Przez kontuzje przegapił również Letnie Igrzyska Olimpijskie 2008, gdzie Belgia zajęła czwarte miejsce. Lombaerts powrócił do gry 19 lipca 2009 roku, wszedł na boisko 71. minucie za Aleksieja Iwanowa przeciwko zespołowi Terek Grozny. Mimo że Zenit został pokonany 3:2, Lombaerts po meczu opisał swoją radość z powrotnego wejścia na boisko, jako podobną do „radości małego dziecka, gdy wchodzi się do sklepu pełnego słodyczy”. Następnie szybko stał się stałym elementem obrony trenera Anatolija Dawydowa, pomagając Zenitowi wygrać sześć kolejnych meczów i wrócić do walki o tytuł mistrza. 29 listopada 2009 Lombaerts strzelił zwycięskiego gola przeciwko Spartakowi Moskwa, co dało jego zespołowi awans do Liga Mistrzów UEFA 2010/2011, jako drużyna trzeciego miejsca w Rosji.
5 lipca 2010 Lombaerts podpisał czteroletni kontrakt z Zenitem o jego pozostaniu w klubie.
Swój ostatni, 289. oficjalny mecz dla Zenitu rozegrał 17 maja 2017 roku z FK Krasnodar, został uhonorowany przez klub.

### KV Oostende
24 marca 2017 roku ogłoszono, że po 10 sezonach gry w Zenicie, Lombaerts wróci do swojej ojczyzny Belgii, na sezon 2017-2018. Podpisał kontrakt z KV Oostende.
30 lipca 2019 roku ogłoszono, że klub chce rozwiązać kontrakt z Lombaertsem w zamian za odprawę pieniężną w wysokości 300 tysięcy euro. Po tej sytuacji został wysłany do drużyny B. Klub miał problemy finansowe, po tym jak właściciel Marc Coucke opuścił zespół, m.in. z tego powodu chcieli rozstać się z Lombaertsem i jego wysokimi zarobkami.

## Kariera reprezentacyjna
Karierę reprezentacyjną Lombaerts rozpoczął od występów w młodzieżowej reprezentacji Belgii U-21. Lombaerts w dorosłej reorezentacji Belgii zadebiutował 11 maja 2005 roku z Arabią Saudyjską, wchodząc w 89. minucie na boisko. Pierwszego gola w kadrze narodowej zdobył 12 października 2010 roku w 90. minucie meczu przeciwko Austrią, ustanawiając wynik na 4:3. Spotkanie ostatecznie zakończyło się remisem 4:4. 26 maja 2014 roku w meczu przed Mistrzostwa Świata, wszedł na boisko w 77. minucie z Luksemburgiem zastępując Jana Vertonghena. Belgia dokonała już 6 dozwolonych zmian, dlatego mecz został unieważniony 4 czerwca 2014 roku. Lombaerts na Mundialu w Brazylii wystąpił tylko w meczu z Koreą Południową, grając przez pełne 90 minut.
Na Euro 2016 nie pojechał z powodu urazu uda. Ostatni swój mecz w kadrze rozegrał 29 marca 2016 roku z Portugalią.

## Statystyki kariery

### Klub
Stan na 6 lipca 2020 r.
| Klub             | Sezon        | Liga            | Liga  | Liga | Puchar Ligi | Puchar Ligi | Puchar Kontynentalny | Puchar Kontynentalny | Inne  | Inne | Razem | Razem |
| Klub             | Sezon        | Podział         | Mecze | Cele | Mecze       | Cele        | Mecze                | Cele                 | Mecze | Cele | Mecze | Cele  |
| ---------------- | ------------ | --------------- | ----- | ---- | ----------- | ----------- | -------------------- | -------------------- | ----- | ---- | ----- | ----- |
| KAA Gent         | 2004/2005    | Eerste klasse A | 13    | 0    | 1           | 0           | –                    | –                    | –     | –    | 14    | 0     |
| KAA Gent         | 2005/2006    | Eerste klasse A | 31    | 1    | 3           | 0           | 6                    | 0                    | –     | –    | 40    | 1     |
| KAA Gent         | 2006/2007    | Eerste klasse A | 32    | 0    | 5           | 0           | 2                    | 0                    | –     | –    | 39    | 0     |
| KAA Gent         | Razem        | Razem           | 76    | 1    | 9           | 0           | 8                    | 0                    | 0     | 0    | 93    | 1     |
| Zenit Petersburg | 2007         | Priemjer-Liga   | 13    | 2    | 2           | 0           | 8                    | 0                    | –     | –    | 23    | 2     |
| Zenit Petersburg | 2008         | Priemjer-Liga   | 2     | 0    | 0           | 0           | 3                    | 0                    | –     | –    | 5     | 0     |
| Zenit Petersburg | 2009         | Priemjer-Liga   | 15    | 2    | 1           | 0           | 2                    | 0                    | –     | –    | 18    | 2     |
| Zenit Petersburg | 2010         | Priemjer-Liga   | 26    | 3    | 4           | 0           | 7                    | 0                    | –     | –    | 37    | 3     |
| Zenit Petersburg | 2011/2012    | Priemjer-Liga   | 40    | 1    | 2           | 0           | 8                    | 2                    | –     | –    | 50    | 3     |
| Zenit Petersburg | 2012/2013    | Priemjer-Liga   | 22    | 0    | 2           | 0           | 10                   | 0                    | 1     | 0    | 35    | 0     |
| Zenit Petersburg | 2013/2014    | Priemjer-Liga   | 27    | 1    | 0           | 0           | 12                   | 0                    | –     | –    | 39    | 1     |
| Zenit Petersburg | 2014/2015    | Priemjer-Liga   | 24    | 0    | 1           | 0           | 12                   | 0                    | –     | –    | 37    | 0     |
| Zenit Petersburg | 2015/2016    | Priemjer-Liga   | 18    | 0    | 2           | 0           | 8                    | 0                    | 1     | 0    | 29    | 0     |
| Zenit Petersburg | 2016/2017    | Priemjer-Liga   | 8     | 0    | 2           | 0           | 5                    | 0                    | –     | –    | 15    | 0     |
| Zenit Petersburg | Razem        | Razem           | 195   | 9    | 16          | 0           | 75                   | 2                    | 2     | 0    | 288   | 11    |
| KV Oostende      | 2017-18      | Eerste klasse A | 17    | 0    | 3           | 0           | 0                    | 0                    | 0     | 0    | 20    | 0     |
| KV Oostende      | 2018–19      | Eerste klasse A | 26    | 0    | 0           | 0           | 0                    | 0                    | 0     | 0    | 26    | 0     |
| KV Oostende      | 2019–20      | Eerste klasse A | 0     | 0    | 0           | 0           | 0                    | 0                    | 0     | 0    | 0     | 0     |
| KV Oostende      | Razem        | Razem           | 52    | 0    | 3           | 0           | 0                    | 0                    | 0     | 0    | 55    | 0     |
| Cała kariera     | Cała kariera | Cała kariera    | 323   | 10   | 31          | 0           | 83                   | 2                    | 2     | 0    | 456   | 12    |

### Reprezentacja
Stan na 1 kwietnia 2016
| Reprezentacja | Rok     | Występy | Gole |
| ------------- | ------- | ------- | ---- |
| Belgia        | 2006    | 1       | 0    |
| Belgia        | 2007    | 3       | 0    |
| Belgia        | 2008    | 0       | 0    |
| Belgia        | 2009    | 3       | 0    |
| Belgia        | 2010    | 5       | 1    |
| Belgia        | 2011    | 6       | 1    |
| Belgia        | 2012    | 2       | 0    |
| Belgia        | 2013    | 4       | 0    |
| Belgia        | 2014    | 7       | 1    |
| Belgia        | 2015    | 6       | 0    |
| Belgia        | 2016    | 2       | 0    |
| Łącznie       | Łącznie | 39      | 3    |

| Mecze i gole w reprezentacji | Mecze i gole w reprezentacji | Mecze i gole w reprezentacji | Mecze i gole w reprezentacji | Mecze i gole w reprezentacji | Mecze i gole w reprezentacji | Mecze i gole w reprezentacji | Mecze i gole w reprezentacji |
| Lp.                          | Data                         | Miejsce                      | Gospodarz                    | Gość                         | Wynik                        | Grał                         | Uwagi                        |
| ---------------------------- | ---------------------------- | ---------------------------- | ---------------------------- | ---------------------------- | ---------------------------- | ---------------------------- | ---------------------------- |
| 1.                           | 11.05.2006                   | Sittard                      | Belgia                       | Algieria                     | 2:1                          | od 89'                       | towarzyski                   |
| 2.                           | 22.08.2007                   | Bruksela                     | Belgia                       | Serbia                       | 3:2                          | od 89'                       | el. ME 2008                  |
| 3.                           | 13.10.2007                   | Bruksela                     | Belgia                       | Finlandia                    | 0:0                          | 90'                          | el. ME 2008                  |
| 4.                           | 17.10.2007                   | Bruksela                     | Belgia                       | Armenia                      | 3:0                          | do 83'                       | el. ME 2008                  |
| 5.                           | 10.10.2009                   | Bruksela                     | Belgia                       | Turcja                       | 2:0                          | 90'                          | el. MŚ 2010                  |
| 6.                           | 14.10.2009                   | Tallinn                      | Estonia                      | Belgia                       | 2:0                          | 90'                          | el. MŚ 2010                  |
| 7.                           | 14.11.2009                   | Bruksela                     | Belgia                       | Węgry                        | 3:0                          | 90'                          | towarzyski                   |
| 8.                           | 03.03.2010                   | Bruksela                     | Belgia                       | Chorwacja                    | 0:1                          | od 70'                       | towarzyski                   |
| 9.                           | 19.05.2010                   | Bruksela                     | Belgia                       | Bułgaria                     | 2:1                          | 90'                          | towarzyski                   |
| 10.                          | 11.08.2010                   | Helsinki                     | Finlandia                    | Belgia                       | 1:0                          | do 46'                       | towarzyski                   |
| 11.                          | 08.10.2010                   | Astana                       | Kazachstan                   | Belgia                       | 0:2                          | 90'                          | el. ME 2012                  |
| 12.                          | 12.10.2010                   | Bruksela                     | Belgia                       | Austria                      | 4:4                          | 90'                          | el. ME 2012                  |
| 13.                          | 29.03.2011                   | Bruksela                     | Belgia                       | Azerbejdżan                  | 4:1                          | 90'                          | el. ME 2012                  |
| 14.                          | 03.06.2011                   | Bruksela                     | Belgia                       | Turcja                       | 1:1                          | 90'                          | el. ME 2012                  |
| 15.                          | 10.08.2011                   | Celje                        | Słowenia                     | Belgia                       | 0:0                          | do 75'                       | towarzyski                   |
| 16.                          | 02.09.2011                   | Baku                         | Azerbejdżan                  | Belgia                       | 1:1                          | 90'                          | el. ME 2012                  |
| 17.                          | 06.09.2011                   | Bruksela                     | Belgia                       | Stany Zjednoczone            | 1:0                          | 90'                          | towarzyski                   |
| 18.                          | 11.10.2011                   | Düsseldorf                   | Niemcy                       | Belgia                       | 3:1                          | 90'                          | el. ME 2012                  |
| 19.                          | 29.02.2012                   | Heraklion                    | Grecja                       | Belgia                       | 1:1                          | do 62'                       | towarzyski                   |
| 20.                          | 25.05.2012                   | Bruksela                     | Belgia                       | Czarnogóra                   | 2:2                          | do 46'                       | towarzyski                   |
| 21.                          | 06.02.2013                   | Bruksela                     | Belgia                       | Słowacja                     | 2:1                          | do 62'                       | towarzyski                   |
| 22.                          | 14.08.2013                   | Bruksela                     | Belgia                       | Francja                      | 0:0                          | od 77'                       | towarzyski                   |
| 23.                          | 06.09.2013                   | Glasgow                      | Szkocja                      | Belgia                       | 0:2                          | do 78'                       | el. MŚ 2014                  |
| 24.                          | 11.10.2013                   | Zagrzeb                      | Chorwacja                    | Belgia                       | 1:2                          | 90'                          | el. MŚ 2014                  |
| 25.                          | 05.03.2014                   | Bruksela                     | Belgia                       | Wybrzeże Kości Słoniowej     | 2:2                          | od 48'                       | towarzyski                   |
| 26.                          | 26.05.2014                   | Bruksela                     | Belgia                       | Luksemburg                   | 5:1                          | od 77'                       | towarzyski                   |
| 27.                          | 26.06.2014                   | São Paulo                    | Korea Południowa             | Belgia                       | 0:1                          | 90'                          | MŚ 2014                      |
| 28.                          | 04.09.2014                   | Bruksela                     | Belgia                       | Australia                    | 2:0                          | do 78'                       | towarzyski                   |
| 29.                          | 10.10.2014                   | Bruksela                     | Belgia                       | Andora                       | 6:0                          | 90'                          | el. ME 2016                  |
| 30.                          | 13.10.2014                   | Sarajewo                     | Bośnia i Hercegowina         | Belgia                       | 1:1                          | 90'                          | el. ME 2016                  |
| 31.                          | 12.11.2014                   | Bruksela                     | Belgia                       | Islandia                     | 3:1                          | 90'                          | towarzyski                   |
| 32.                          | 16.11.2014                   | Bruksela                     | Belgia                       | Walia                        | 0:0                          | 90'                          | el. ME 2016                  |
| 33.                          | 28.03.2015                   | Bruksela                     | Belgia                       | Cypr                         | 5:0                          | 90'                          | el. ME 2016                  |
| 34.                          | 31.03.2015                   | Hajfa                        | Izrael                       | Belgia                       | 0:1                          | 90'                          | el. ME 2016                  |
| 35.                          | 07.06.2015                   | Paryż                        | Francja                      | Belgia                       | 3:4                          | 90'                          | towarzyski                   |
| 36.                          | 12.06.2015                   | Cardiff                      | Walia                        | Belgia                       | 1:0                          | 90'                          | el. ME 2016                  |
| 37.                          | 13.10.2015                   | Bruksela                     | Belgia                       | Izrael                       | 3:1                          | 90'                          | el. ME 2016                  |
| 38.                          | 13.11.2015                   | Bruksela                     | Belgia                       | Włochy                       | 3:1                          | 90'                          | towarzyski                   |
| 39.                          | 29.03.2016                   | Lizbona                      | Portugalia                   | Belgia                       | 2:1                          | 90'                          | towarzyski                   |

### Gole reprezentacyjne
| 1.                                   | 12 października 2010 | Stadion Heysel, Bruksela | Austria           | 4:3 | 4:4 | 90' | el. ME 2012 |
| 2.                                   | 6 września 2011      | Stadion Heysel, Bruksela | Stany Zjednoczone | 1:0 | 1:0 | 56' | towarzyski  |
| 3.                                   | 12 listopada 2014    | Stadion Heysel, Bruksela | Islandia          | 1:0 | 3:1 | 11' | towarzyski  |
| Statystyki na dzień 16 września 2016 |                      |                          |                   |     |     |     |             |